# Kalimeris smithianus
Kalimeris smithianus là một loài thực vật có hoa trong họ Cúc. Loài này được (Hand.-Mazz.) S.Y.Hu mô tả khoa học đầu tiên năm 1967.